# البوبو

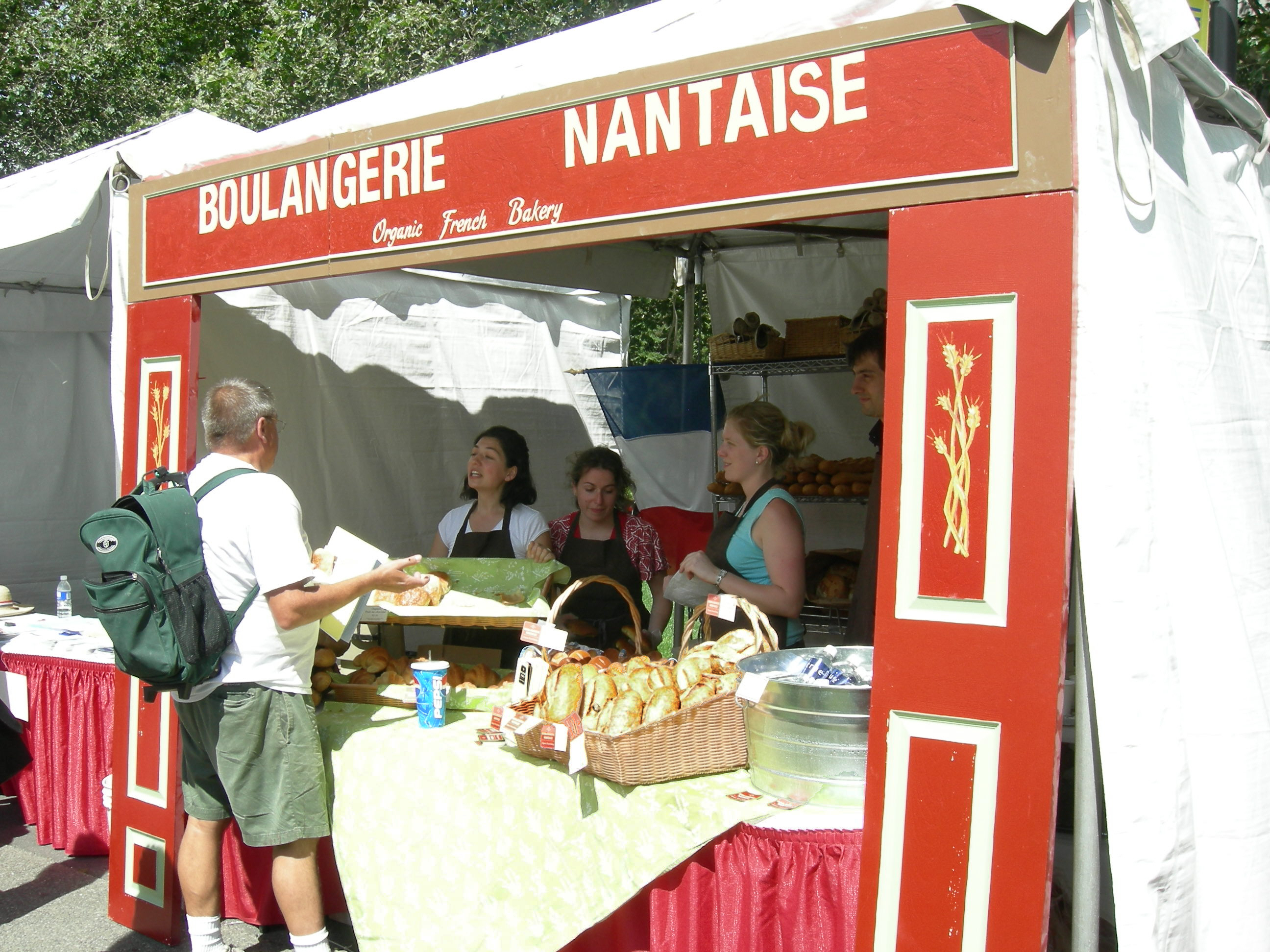
يقصد البوبو أمكنة بيع الطعام اليدوي والصحي كالخباز التقليدي

البوبو أو البرجوازيون الشعراء أو البرجوازيون البويهميون (بالفرنسية: bobo)‏ هم طبقة من المجتمع الأوروبي والأمريكي، لديها نمط حياة عالٍ ولكن يرفضون أن يكون نمط حياتهم مُترَف، ويركزون في نمط حياتهم هذا على الطعام البيولوجي الصحي وكذلك على حماية البيئة والطبيعة، ويهتمون بالأدب والفن.

## استخدام المصطلح في فرنسا
ظهر هذا المفهوم في فرنسا في سنوات الثمانينات من القرن العشرين من قبل الصحفي دافيد بروك الذي ألّف كتاب «بوبو في الجنة».

## نمط حياتهم
عادة ما يكون للبوبو حياة رقيقة منصرفة عن المشاكل، و يُكثرون من قراءة الكتب ، ويهتمون بنوعية الطعام الذي يأكلون، ويدافعون عن الفقراء ويستمعون إلى مشاكلهم.

## البوبو في باريس
يعيش البوبو في باريس في الأحياء التي كانت فقيرة كالدائرة التاسعة والعاشرة والحادية عشر والثامنة عشرة والتاسعة عشر والعشرون يعني على يمين نهر السين ومن المعروف عنهم أن لديهم مستوى حياة عالٍ أو عمل جيد ويصوتون للأحزاب اليسارية.